# Llenguatge de programació

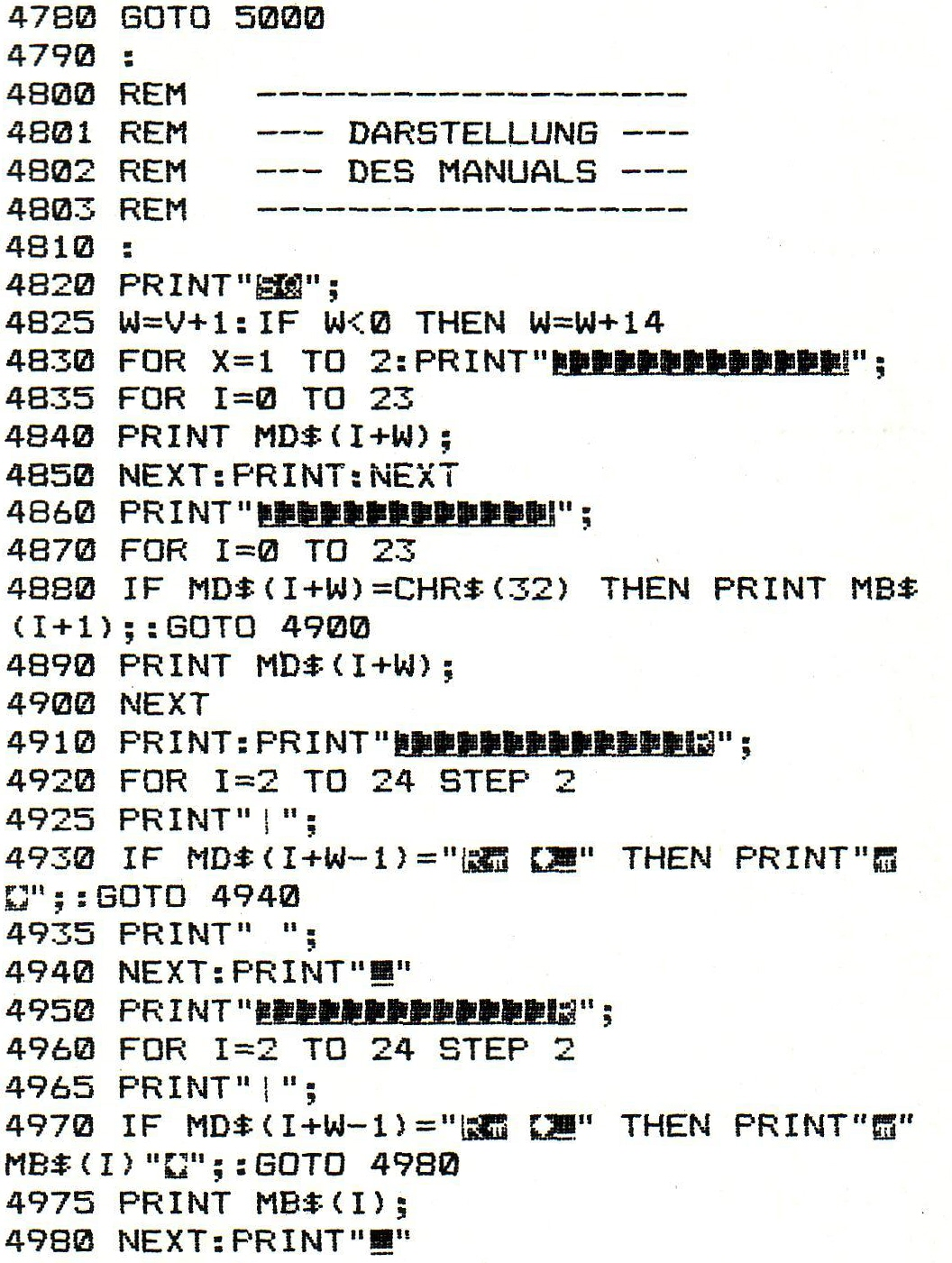
Codi font d'un programa escrit en llenguatge BASIC.

Un llenguatge de programació és un llenguatge informàtic utilitzat per controlar el comportament d'una màquina, normalment un ordinador. Cada llenguatge té una sèrie de regles sintàctiques i semàntiques estrictes que cal seguir per escriure un programa informàtic, i que en descriuen l'estructura i el significat respectivament. Aquestes regles permeten especificar tant la classe de dades amb què treballarà el programa com les accions que realitzarà. Mentre que alguns llenguatges es defineixen per una especificació formal (un document), altres són definits oficiosament per una implementació concreta (un compilador).
Actualment existeixen milers de llenguatges de programació, i se'n creen de nous contínuament. Alguns dels més extensos són ASM, C, C++, C# i Java, tot i que els llenguatges de programació relacionats amb la web, com ara PHP i Javascript estan esdevenint més i més populars.

## Classificació alt nivell-baix nivell
Els llenguatges se solen classificar principalment en llenguatges de baix nivell, que són molt propers al codi binari utilitzat internament per un tipus d'ordinador determinat, i llenguatges d'alt nivell, que són més propers al llenguatge humà i més independents del tipus d'ordinador.
La diferència entre llenguatges de baix i alt nivell es fa evident comparant dos programes que escriuen "Hola" en pantalla, el primer usant llenguatge d'assemblador per màquines x86 (baix nivell),
```
 
MODEL
 
SMALL

 
IDEAL

 
STACK
 
100
H

 
DATASEG

 
HW
 
DB
 
'
Hola
!
$
'

 
CODESEG

 
MOV
 
AX
,
 
@
data

 
MOV
 
DS
,
 
AX

 
MOV
 
DX
,
 
OFFSET
 
HW

 
MOV
 
AH
,
 
09
H

 
INT
 
21
H

 
MOV
 
AX
,
 
4
C00H

 
INT
 
21
H

 
END

```

i el segon utilitzant un llenguatge d'alt nivell (Python),
```
 
print
(
"Hola!"
)

```

Els llenguatges d'alt nivell es poden classificar també segons el tipus de model de programació que utilitzen (procedimentals, funcionals, orientats a objectes, etc.). També hi ha llenguatges de marcatge, que no són llenguatges de programació, sinó que s'utilitzen per estructurar o donar forma a un text. Avui en dia existeixen gran quantitat de llenguatges, més o menys especialitzats en diferents tasques.

## Elements del llenguatge de programació
Tots els llenguatges de programació tenen alguns elements de formació primitius per a la descripció de les dades i dels processos o transformacions aplicades a aquestes dades (tal com la suma de dos nombres o la selecció d'un element que forma part d'una col·lecció). Aquests elements primitius són definits per regles sintàctiques i semàntiques que descriuen la seva estructura i significat respectivament.

### Sintaxi

Amb freqüència els elements de la sintaxi es fan que se'ls ressalta amb colors diferents per facilitar la seva lectura. Aquest exemple està escrit en Python.

A la forma visible d'un llenguatge de programació se la coneix com a sintaxi. La majoria dels llenguatges de programació són purament textuals, és a dir, utilitzen seqüències de text que inclouen paraules, nombres i puntuació, de manera similar als llenguatges naturals escrits. D'altra banda, hi ha alguns llenguatges de programació que són més gràfics en la seva naturalesa, utilitzant relacions visuals entre símbols per especificar un programa.
La sintaxi d'un llenguatge de programació descriu les combinacions possibles dels símbols que formen un programa sintàcticament correcte. El significat que se li dona a una combinació de símbols és manejat per la seva semàntica (ja sigui formal o com parteix del codi dur de la referència d'implementació). Ja que la majoria dels llenguatges són textuals, aquest article tracta de la sintaxi textual.
La sintaxi dels llenguatges de programació és definida generalment utilitzant una combinació d'expressions regulars (per a l'estructura lèxica) i la Notació De Backus-naur (per a l'estructura gramatical). Aquest és un exemple d'una gramàtica simple, obtinguda de Lisp:
```
expressió
 
::=
 
àtom
 
|llista

àtom ::= nombre|símbol

nombre
 
::=
 
[+-]?[
'0'-'9']+

símbol
 
::=
 
[
'A'-'Z
'
'a'-'z'].*

llista
 
::=
 
'
(
'
 
expressió*
 
'
)
'

```

Amb aquesta gramàtica s'especifica el següent:
- una expressió pot ser un àtom o una llista;
- un àtom pot ser un nombre o un símbol;
- un nombre és una seqüència contínua d'un o més dígits decimals, precedit opcionalment per un signe més o un signe menys;
- un símbol és una lletra seguida de zero o més caràcters (excloent espais);
- una llista és un parell de parèntesi que obren i tanquen, amb zero o més expressions al mig.

Alguns exemples de seqüències ben formades d'acord amb aquesta gramàtica:
'12345', '()', '(a b c232 (1))'
No tots els programes sintàcticament correctes són semànticament correctes. Molts programes sintàcticament correctes tenen inconsistències amb les regles del llenguatge; i poden (depenent de l'especificació del llenguatge i la solidesa de la implementació) resultar en un error de traducció o execució. En alguns casos, tals programes poden exhibir un comportament indefinit. A més, fins i tot quan un programa està ben definit dins d'un llenguatge, encara pot tenir un significat que no és el que la persona que ho va escriure estava tractant de construir.

Usant el llenguatge natural, per exemple, pot no ser possible assignar-li significat a una oració gramaticalment vàlida o l'oració pot ser falsa:
- "Les idees verdes i descolorides dormen furiosament" és una oració ben formada gramaticalment però no té significat comunament acceptat.
- "Pepet és un solter casat" també està ben formada gramaticalment però expressa un significat que no pot ser veritable.

El següent fragment en el llenguatge C és sintàcticament correcte, però executa una operació que no està definida semànticament (ja que p és un punter nul, les operacions p→real i p→im no tenen cap significat):
```
complex
 
*
p
 
=
 
NULL
;

complex
 
abs_p
 
=
 
sqrt
 
(
p
→
real
 
*
 
p
→
real
 
+
 
p
→
im
 
*
 
p
→
im
);

```

Si la declaració de tipus de la primera línia fos omesa, el programa dispararia un error de compilació, perquè la variable "p" no estaria definida. Però el programa seria sintàcticament correcte encara, ja que les declaracions de tipus proveeixen informació semàntica només.
La gramàtica necessària per especificar un llenguatge de programació pot ser classificada per la seva posició en la Jerarquia de Chomsky. La sintaxi de la majoria dels llenguatges de programació pot ser especificada utilitzant una gramàtica Tipus-2, és a dir, són gramàtiques lliures de context. Alguns llenguatges, incloent Perl i a Lisp, contenen construccions que permeten l'execució durant la fase d'anàlisi. Els llenguatges que permeten construccions que permeten al programador alterar el comportament d'un analitzador fan de l'anàlisi de la sintaxi un problema sense decisió única, i generalment enfosqueixen la separació entre anàlisi i execució. En contrast amb el sistema de macros de Lisp i els blocs Begin de Perl, que poden tenir càlculs generals, les macros de C són mers reemplaçaments de cadenes, i no requereixen execució de codi.

### Sistema de tipatge
El sistema de tipus defineix com un llenguatge de programació classifica els valors i expressions en tipus, com els manipula, i com hi interacciona. Generalment això inclou la descripció de les estructures de dades que el llenguatge pot construir. El disseny i estudi matemàtic d'aquests sistemes és conegut com la Teoria de tipus (type theory).
S'ha de recordar però que els computadors digitals moderns emmagatzemen internament totes les estructures simplement com a uns i zeros (binari).

#### Llenguatges tipats vers llenguatges no tipats
Un llenguatge és tipat si l'especificació de cada operació defineix a quins tipus de dades una operació és aplicable, amb la implicació que no és aplicable als altres tipus. Per exemple, "aquest text entre cometes" és un string. En la majoria de llenguatges de programació, dividir un número per un string no té sentit. En conseqüència la majoria dels llenguatges de programació moderns rebutjaran qualsevol intent de dur a terme una operació com aquesta. En alguns llenguatges, l'operació sense sentit es detectarà en temps de compilació (comprovació de tipus "estàtica") i serà rebutjada pel compilador. Mentre que en d'altres, l'operació sense sentit es detectarà en temps d'execució (comprovació de tipus "dinàmica"), resultant en una excepció en temps d'execució (runtime exception).
Un cas especial de llenguatges tipats són els llenguatges mono-tipats. Normalment són llenguatges de script o de marcatge, com Rexx o SGML, i només tenen un tipus de dades - majoritàriament, cadenes de caràcters que són utilitzats tant per dades simbòliques com numèriques.
En contrast, un llenguatge no tipat, com la majoria de llenguatges assembladors, permet qualsevol operació sobre qualsevol tipus de dades, considerades com a seqüències de bits de mides vàries. Llenguatges d'alt nivell no tipats inclouen BCPL i algunes varietats de Forth.
A la pràctica, mentre que pocs llenguatges es consideren tipats des del punt de vista de la Teoria de tipus (verificar o rebutjar totes les operacions), la majoria del llenguatges moderns ofereixen un cert grau de tipatge. Molts llenguatges de producció ofereixen alguna manera de subvertir o fer un bypass al sistema de tipus.

#### Tipus estàtics versus dinàmics
En els sistemes de tipatge estàtics totes les expressions tenen els seus tipus determinats abans que el programa s'executi els (normalment al moment de compilar). Per exemple, 1 i (2+2) són expressions d'enters; no es poden passar a una funció que espera una cadena, o emmagatzemar-se en una variable definida per contenir dates.
Els llengües estàticament tipats poden ser o bé tipats de forma manifestada o bé tipats de forma inferida. En el primer cas, el programador ha d'escriure explícitament els tipus en certes posicions textuals (per exemple, en les declaracions de variables). En el segon cas, el compilador infereix els tipus de les expressions i les declaracions basant-se en el context.
El tipatge dinàmic, també anomenat tipat latent, determina el tipus de les operacions en temps d'execució; en altres paraules, els tipus estan associats amb valors de temps d'execució més que no pas a expressions textuals.

#### Tipus febles i tipus forts
Els llenguatges feblement tipats permeten que un valor d'un tipus pugui ser tractat com d'un altre tipus; per exemple una cadena pot ser operada com un nombre. Això pot ser útil a vegades, però també pot introduir certs tipus de fallades que no poden ser detectades durant la compilació o de vegades ni tan sols durant l'execució.
Els llenguatges fortament tipats eviten que passi l'anteriorment explicat: qualsevol intent de dur a terme una operació sobre el tipus equivocat dispara un error. Als llenguatges amb tipus forts se'ls sol anomenar de tipus segurs.
Llenguatges amb tipus febles com Perl i JavaScript permeten un gran nombre de conversions de tipus implícites. Per exemple en JavaScript l'expressió 2 * x converteix implícitament x a un nombre, i aquesta conversió és reeixida inclusivament quan x és null, undefined, un Array o una cadena de lletres. Aquestes conversions implícites són útils amb freqüència, però també poden ocultar errors de programació.
Les característiques d'estàtics i forts són ara generalment considerades conceptes ortogonals, però el seu tractament en textos de l'àmbit de la programació és divers. Alguns utilitzen el terme de tipus forts per referir-se a tipus fortament estàtics o, per augmentar la confusió, simplement com a equivalència de tipus estàtics. De tal manera que C ha estat considerat com a llenguatge tant de tipus forts, com de tipus estàtics febles.

### Semàntica estàtica
La semàntica estàtica defineix les restriccions sobre l'estructura dels textos vàlids que resulta impossible o molt difícil expressar mitjançant formalismes sintàctics estàndard. Per als llenguatges compilats, la semàntica estàtica bàsicament inclou les regles semàntiques que es poden verificar en el moment de compilar. Per exemple la revisió que cada identificador sigui declarat abans de ser utilitzat (en llenguatges que requereixen tals declaracions) o que les etiquetes a cada braç d'una estructura casi siguin diferents. Moltes restriccions importants d'aquest tipus, com la validació que els identificadors siguin utilitzats en els contextos apropiats (per exemple no sumar un enter al nom d'una funció), o que les trucades a subrutines tinguin el nombre i tipus de paràmetres adequat, poden ser implementades definint-les com regles en una lògica coneguda com a sistema de tipus. Altres formes d'anàlisis estàtiques, com les anàlisis de flux de dades, també poden ser part de la semàntica estàtica. Nous llenguatges de programació com a Java i C# tenen una anàlisi definida d'assignacions, una forma d'anàlisi de flux de dades, com a part de la seva semàntica estàtica.

## Implementació

Codi font d'un programa escrit en el llenguatge de programació java.

La implementació d'un llenguatge és la que proveeix una manera que s'executi un programa per a una determinada combinació de programari i maquinari. Existeixen bàsicament dues maneres d'implementar un llenguatge: compilació i interpretació.
- Compilació: és el procés que tradueix un programa escrit en un llenguatge de programació a un altre llenguatge de programació, generant un programa equivalent que la màquina serà capaç d'interpretar. Els programes traductors que poden realitzar aquesta operació s'anomenen compiladors. Aquests, com els programes acobladors avançats, poden generar moltes línies de codi de màquina per cada proposició del programa font.

- Interpretació: és una assignació de significats a les fórmules ben formades d'un llenguatge formal. Com els llenguatges formals poden definir-se en termes purament sintàctics, les seves fórmules ben formades poden ser més que cadenes de símbols sense cap significat. Una interpretació atorga significat a aquestes fórmules.

També es pot utilitzar una alternativa per traduir llenguatges d'alt nivell. En lloc de traduir el programa font i gravar de forma permanent el codi objecte que es produeix durant la compilació per utilitzar-lo en una execució futura, el programador només carrega el programa font a la computadora junt amb les dades que es processaran. A continuació, un programa intèrpret, emmagatzemat al sistema operatiu del disc, o inclòs de manera permanent dins de la màquina, converteix cada proposició del programa font en llenguatge de màquina així que vagi sent necessari durant el processament de les dades. El codi objecte no es grava per utilitzar-lo posteriorment.
La següent vegada que s'utilitzi una instrucció, se l'haurà d'interpretar una altra vegada i traduir a llenguatge màquina. Per exemple, durant el processament repetitiu dels passos d'un cicle o bucle, cada instrucció del bucle haurà de tornar a ser interpretada en cada execució repetida del cicle, el que fa que el programa sigui més lent en temps d'execució (perquè es va revisant el codi en temps d'execució) però més ràpid en temps de disseny (perquè no s'ha d'estar compilant a cada moment el codi complet). L'intèrpret elimina la necessitat de realitzar una compilació després de cada modificació del programa quan es vol agregar funcions o corregir errors; però és obvi que un programa objecte compilat amb antelació s'haurà d'executar amb molta major rapidesa que un que s'ha d'interpretar a cada pas durant una execució del codi.
La majoria de llenguatges d'alt nivell permeten la programació multipropòsit, tanmateix, molts d'ells van ser dissenyats per permetre programació dedicada, com ho va ser el Pascal amb les matemàtiques al seu començament. També s'han implementat llenguatges educatius infantils com a Logo que mitjançant una sèrie de simples instruccions. En l'àmbit d'infraestructura d'Internet, es pot destacar Perl amb un poderós sistema de processament de text i una enorme col·lecció de mòduls.

## Tècnica

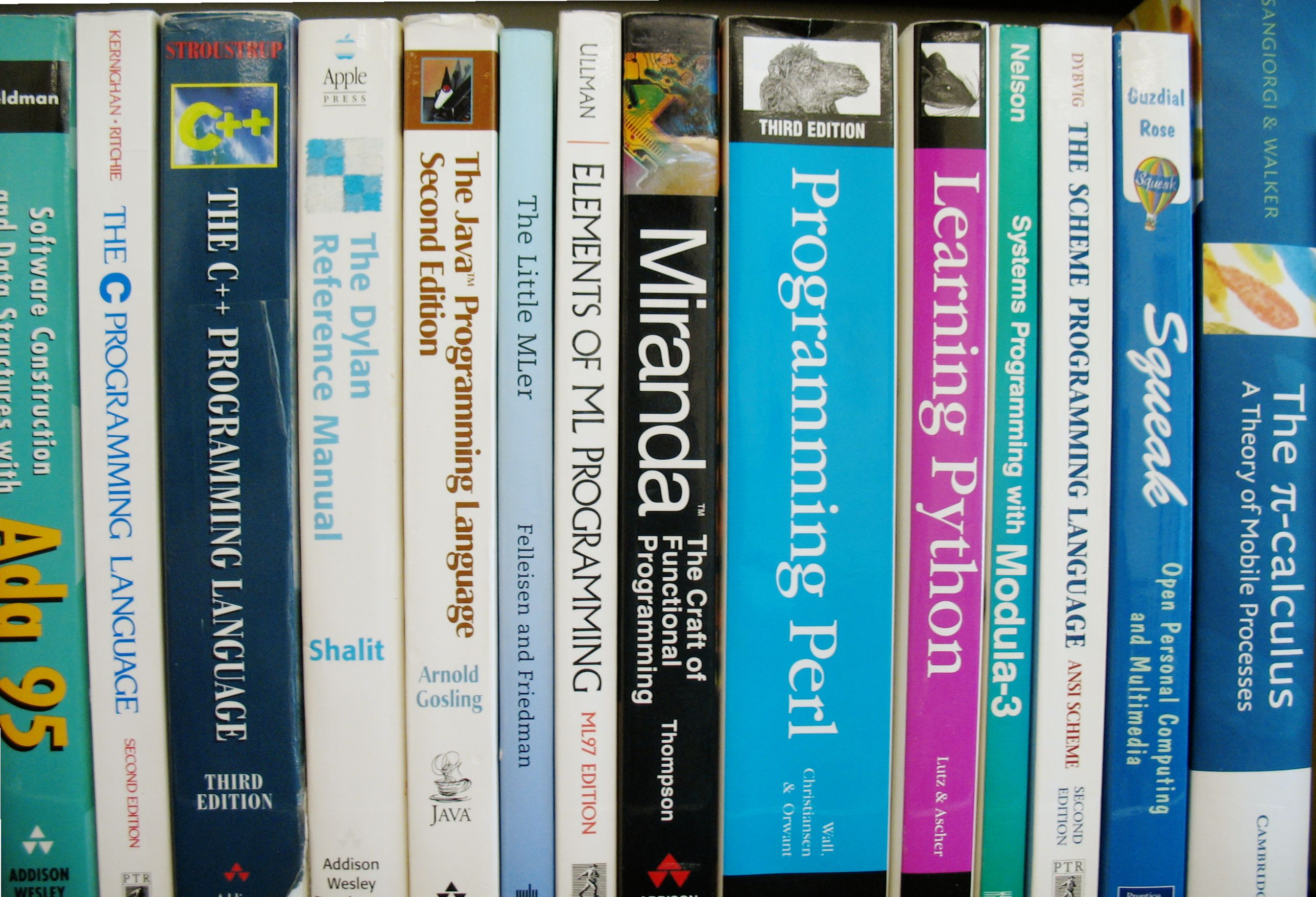
Llibres sobre diversos llenguatges de programació.

Per escriure programes que proporcionin els millors resultats, es pot tenir en compte una sèrie de detalls:
- Correcció: un programa és correcte si fa el que ha de fer tal com es va establir en les fases prèvies al seu desenvolupament. Per determinar si un programa fa el que deu, és molt important especificar clarament què ha de fer el programa abans de desenvolupar-lo i, una vegada acabat, comparar-ho amb el que realment fa.

- Claredat: és molt important que el programa sigui el més clar i llegible possible, per facilitar així el seu desenvolupament i posterior manteniment. En elaborar un programa s'ha d'intentar que la seva estructura sigui senzilla i coherent, així com cuidar l'estil en l'edició; d'aquesta forma es veu facilitat el treball del programador, tant en la fase de creació com en les fases posteriors de correcció d'errors, ampliacions, modificacions, etc. Fases que poden ser realitzades fins i tot per un altre programador, amb el qual la claredat és encara més necessària perquè altres programadors puguin continuar el treball fàcilment. Alguns programadors arriben fins i tot a utilitzar Art ASCII per delimitar seccions de codi. D'altres, per diversió o per impedir una anàlisi còmoda a altres programadors, recorren a l'ús de codi ofuscat.

- Eficiència: es tracta que el programa, a més de realitzar allò per a la qual cosa va ser creat (és a dir, que sigui correcte), ho faci gestionant de la millor forma possible els recursos que utilitza. Normalment, en parlar d'eficiència d'un programa, se sol fer referència mentre tarda a acomplir la tasca per a la que ha estat creat i a la quantitat de memòria que necessita, però hi ha altres recursos que també poden ser de consideració en obtenir l'eficiència d'un programa, depenent de la seva naturalesa (espai en disc que utilitza, trànsit de xarxa que genera, etc.).

- Portabilitat: un programa és portable quan té la capacitat de poder executar-se en una plataforma, ja sigui maquinari o programari, diferent d'aquella en la qual es va elaborar. La portabilitat és una característica molt desitjable per a un programa, ja que permet, per exemple, a un programa que s'ha desenvolupat per a sistemes GNU/Linux executar-se també en la família de sistemes operatius Windows. Això permet que el programa pugui arribar a més usuaris més fàcilment.

### Paradigmes
Els programes es poden classificar pel paradigma del llenguatge que s'usi per produir-los. Els principals paradigmes són: programació imperativa, programació declarativa i programació orientada a objectes.
Els programes que usen un llenguatge imperatiu especifiquen un algorisme, usen declaracions, expressions i sentències. Una declaració associa un nom de variable amb un tipus de dada, per exemple: var x: integer;. Una expressió conté un valor, per exemple: 2 + 2 conté el valor 4. Finalment, una sentència ha d'assignar una expressió a una variable o usar el valor d'una variable per alterar el fluix d'un programa, per exemple: x := 2 + 2; if x == 4 then fes_quelcom();. Una crítica comuna en els llenguatges imperatius és l'efecte de les sentències d'assignació sobre una classe de variables dites "no locals".
Els programes que usen un llenguatge declaratiu especifiquen les propietats que la sortida ha de conèixer i no especifica qualsevol detall d'implementació. Dues àmplies categories de llenguatges declaratius són els llenguatges funcionals i els llenguatges lògics. Els llenguatges funcionals no permeten assignacions de variables no locals, així, es fan més fàcil, per exemple, programes com funcions matemàtiques. El principi darrere els llenguatges lògics és definir el problema que es vol resoldre (l'objectiu) i deixar els detalls de la solució al sistema. L'objectiu és definit donant una llista de subobjectius. Cada subobjectiu també es defineix donant una llista dels seus subobjectius, etc. Si en tractar de buscar una solució, una ruta de subobjectius falla, llavors tal subobjectiu es descarta i sistemàticament es prova una altra ruta.
La forma en la qual es programa pot ser per mitjà de text o de forma visual. En la programació visual els elements són manipulats gràficament en comptes d'especificar-se per mitjà de text.

## Classificació dels principals llenguatges de programació segons el nivell jeràrquic
- De baix nivell

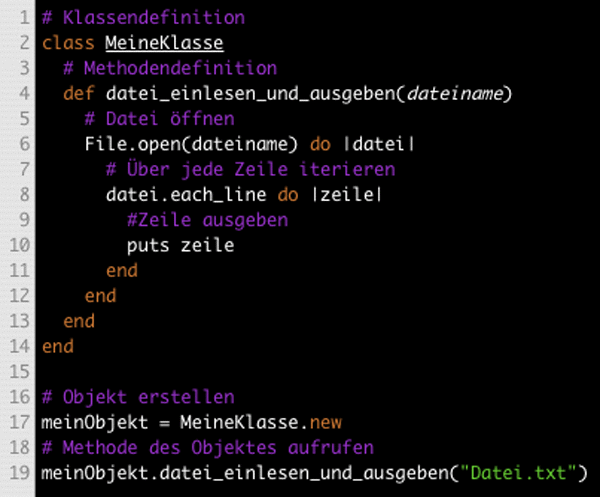
Codi font d'un programa en el llenguatge de programació orientat a objectes Ruby.

  - Primera Generació: Llenguatge de Màquina, és el més bàsic però en realitat l'únic que comprèn l'ordinador, se centra en nombres en codi binari, la resta de llenguatges actuen traduint el codi.
  - Segona Generació: Llenguatge d'assemblador, conté la mateixa estructura i variables que el llenguatge màquina però utilitza noms i variables en lloc de nombres, que un programador pot manipular i definir. El llenguatge es limita al tipus de màquina per la qual es desenvolupa i ha de ser modificat per a altres ordinadors.
- Alt nivell (o Tercera Generació), que permeten al programador crear programes més o menys independents del tipus d'ordinador. Són llenguatges més fàcils d'administrar, d'entendre i actualitzar perquè segueixen unes ordres més similars al llenguatge humà.
  - A-0
  - Ada
  - ALGOL
  - Autocode
  - Awk
  - Basic
    - Basica
    - FreeBASIC
    - Gambas
    - Visual Basic

  - BCPL
  - C
  - C++
  - Visual C-like
  - C-like
  - C#
  - Clean
  - D
  - Cobol
  - Delphi
  - Forth
  - Fortran
  - Groovy
  - Haskell
  - Java
  - Javascript
  - Lisp
  - LabVIEW
  - Logo
  - Lua
  - Mercury
  - Pascal
  - PHP
  - Perl
  - Pike
  - PL1
  - Processing
  - Prolog
  - Python
  - Revolution
  - Rexx
  - RPG II / RPG III ...
  - Ruby
  - Scala
  - Seed7
  - Simula67
  - Smalltalk
- Els llenguatges de quarta generació, són els més propers a la sintaxi de la llengua humana, i s'acostumen a utilitzar en les creacions de bases de dades o com a llenguatges de programació dels llenguatges o sistemes d'autor.
- Esotèrics
  - Brainfuck
  - Intercal

## Història

### Desenvolupament inicial
Els primers llenguatges de programació són anteriors a l'aparició de l'ordinador modern. Al segle xix hi havia telers programables i rotlles per a pianola que van aplicar el que avui es considera com a exemples de llenguatges de domini específic. Posteriorment, a principis del segle xx van aparèixer les targetes perforades com a mitjà per a codificar i emmagatzemar dades que eren tractades mecànicament. A la dècada del 1930 i 1940, els formalismes d'Alonzo Church amb el seu càlcul lambda i d'Alan Turing amb la màquina de Turing van aportar una abstracció matemàtica per expressar algorismes; el càlcul lambda segueix tenint influència sobre el disseny del llenguatges.
Als anys 40, es van crear els ordinadors digitals elèctrics. El primer llenguatge de programació d'alt nivell dissenyat va ser el Plankalkül, desenvolupat per Konrad Zuse entre el 1943 i 1945. Tanmateix, no es va implementar fins al 1998 i 2000.
Els programadors dels ordinadors de principis dels anys 50 utilitzaven la primera generació de llenguatges, és a dir, la programació es donava en l'únic llenguatge que entenia el microprocessador: el seu propi codi binari, anomenat llenguatge de màquina o codi màquina (1GL). El problema d'aquest llenguatge de màquina és que és molt lent, ja que les dades s'introdueixen en el sistema binari i, a més, s'han de conèixer les posicions de memòria on s'emmagatzemen les dades. És lògic, per tant, veure que aquest tipus de programació pot patir un gran nombre d'errors i la feina de depuració, és a dir, detectar i eliminar els errors, exigeix molt temps i dedicació
És per aquests problemes del llenguatge de màquina, que ràpidament va ser substituït pels llenguatges de segona generació coneguts com a llenguatges assembladors. Aquest codi d'assemblatge (ASSEMBLY) utilitza una sèrie d'abreviatures mnemotècniques per representar les operacions, com ADD (sumar), STORE (copiar)... Més endavant, encara als anys 50, a mesura que els ordinadors es van anar introduint en el món empresarial i acadèmic, el desenvolupament de llenguatge d'assemblador va ser reemplaçat pels llenguatges de "tercera generació" (3GL), com el FORTRAN, el Lisp i COBOL. Els 3GLs són més abstractes i són "portables", o almenys es poden implementar de forma similar als ordinadors amb un codi màquina natiu diferent. Algunes versions actualitzades de 3GLs encara s'utilitzen, i han influenciat el desenvolupament posterior. A finals dels anys 50 es va introduir l'ALGOL 60, del que la major part dels llenguatges posteriors en són descendents en molts aspectes.

### Evolució dels llenguatges de programació
Un tret que comparteixen tots els llenguatges de programació és que les ordres donades en qualsevol d'aquests han de traduir-se al codi binari de l'ordinador, que és l'únic que entén la seva unitat central. Aquesta traducció es dona per mitjà d'un intèrpret o un compilador. La major diferència que trobem entre aquests és que, en contrast a l'intèrpret que tradueix les instruccions una per una, el compilador tradueix tot el programa de cop, deixant-lo llest per executar. D'aquesta manera, s'aconsegueix una major rapidesa i s'alliberen recursos de memòria, ja que els intèrprets exigeixen quedar-se residint en la memòria.
Entre els llenguatges que sempre són compilats podem trobar PASCAL, FORTRAN, COBOL...
- FORTRAN (FORmula TRANslator: creat a partir del programa SPEEDCODING a principis dels anys 50 per John Backus, el 1956 es va finalment publicar el manual del compilador FORTRAN. Aquest està destinat a la resolució de problemes científic-tècnics, pel que resulta fàcil d'utilitzar si es domina la notació matemàtica. El FORTRAN ha sigut perfeccionat al llarg del temps, però tot i això, ha sigut superat per molts altres llenguatges degut a la manca d'estructuració dels seus programes i la dificultat d'utilitzar-los.
- COBOL (COmmon Business Oriented Language): creat per la preocupació sobre la poca mobilitat entre ordinadors dels programes de finals dels anys 50. Un dels objectius era aconseguir facilitat de lectura, pel que COBOL té una sintaxi molt semblant a l'anglès comú, que conté verbs, frases... D'aquesta manera, els programes s'estructuren en quatre divisions (Identification, Environment, Data i Procedure), subdividides en seccions i, aquestes, en paràgrafs que contenen instruccions i frases.
- LISP (LISt Processing language): Desenvolupat el 1958 per John McCarthy com a part d'un projecte d'intel·ligència artificial del MIT. Consisteix en un programa interactiu i concís, basat en el tractament de llistes, ja que tant les dades com els programes s'estructuren en llistes.

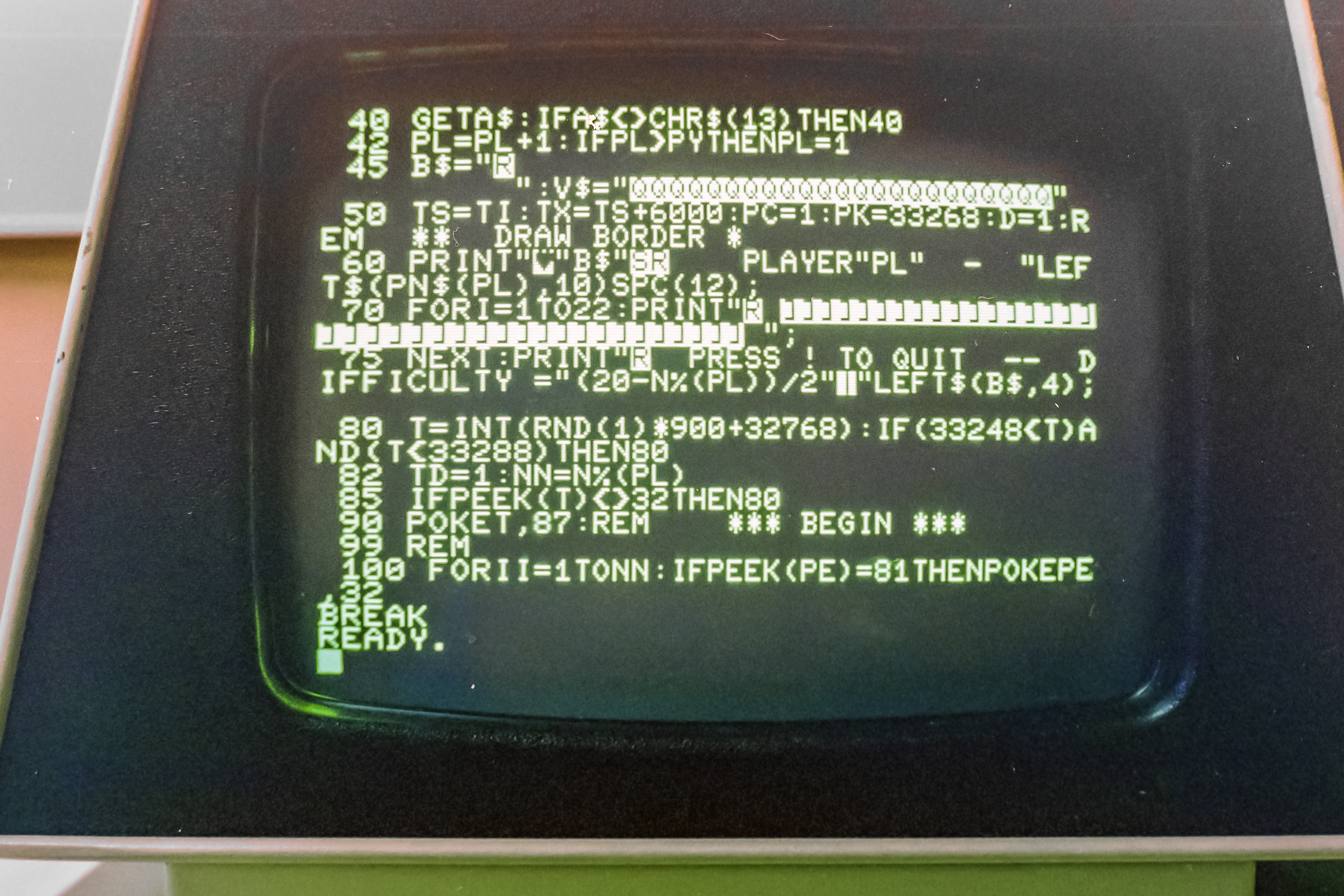
Monitor de Commodore CBM 3016 amb programa escrit en BASIC. Fotografia dels anys vuitanta.

- Monitor de Commodore CBM 3016 amb programa escrit en BASIC. Fotografia dels anys vuitanta.ALGOL (ALGOritmic Language): Creat amb la voluntat d'obtenir un llenguatge universal, que no depengués de la màquina on s'implementés, publicat per primer cop el 1960 a París com a ALGOL 58. Més endavant, va ser perfeccionat a ALGOL 68. Tot i que ha caigut en desús, la seva influència ha sigut decisiva per desenvolupar els llenguatges de programació posteriors, com PASCAL, C o JAVA.
- BASIC (Begginers All Purpose Symbolic Instruction Code): creat per dos professors universitaris, John G. Kemeny i Thomas E. Kurtz, el 1964, amb la motivació d'introduir un llenguatge senzill als seus estudiants. BASIC no era el programa més potent, però sí comptava amb una gran senzillesa d'entendre i el seu intèrpret ocupava poca memòria. És per això que, quan va sortir el primer ordinador personal, es va desenvolupar un BASIC per aquest a mans de Microsoft. Més endavant, Microsoft va adaptar el seu BASIC a productes d'Apple, microordinadors i al PC d'IBM.
- C: creat pels investigadors Thompson i Ritchie el 1972. Dos anys abans, Thompson va desenvolupar un llenguatge experimental que va anomenar B, i, posteriorment, Ritchie es va basar en aquest llenguatge B per crear un nou llenguatge de propòsit general, anomenat C. Com que C no depèn de l'arquitectura del hardware, s'ha convertit en un dels llenguatges més portàtils del mercat.
- PASCAL: A principis dels anys 70, el professor Wirth va començar la creació d'un nou llenguatge que permetés introduir-se fàcilment a la programació, i que alhora fos un programa potent, seguint unes pautes estructurades. El 1980, Borland va llançar al mercat el seu compilador Turbo PASCAL, que va aconseguir gairebé mig milió de còpies venudes només el 1985.

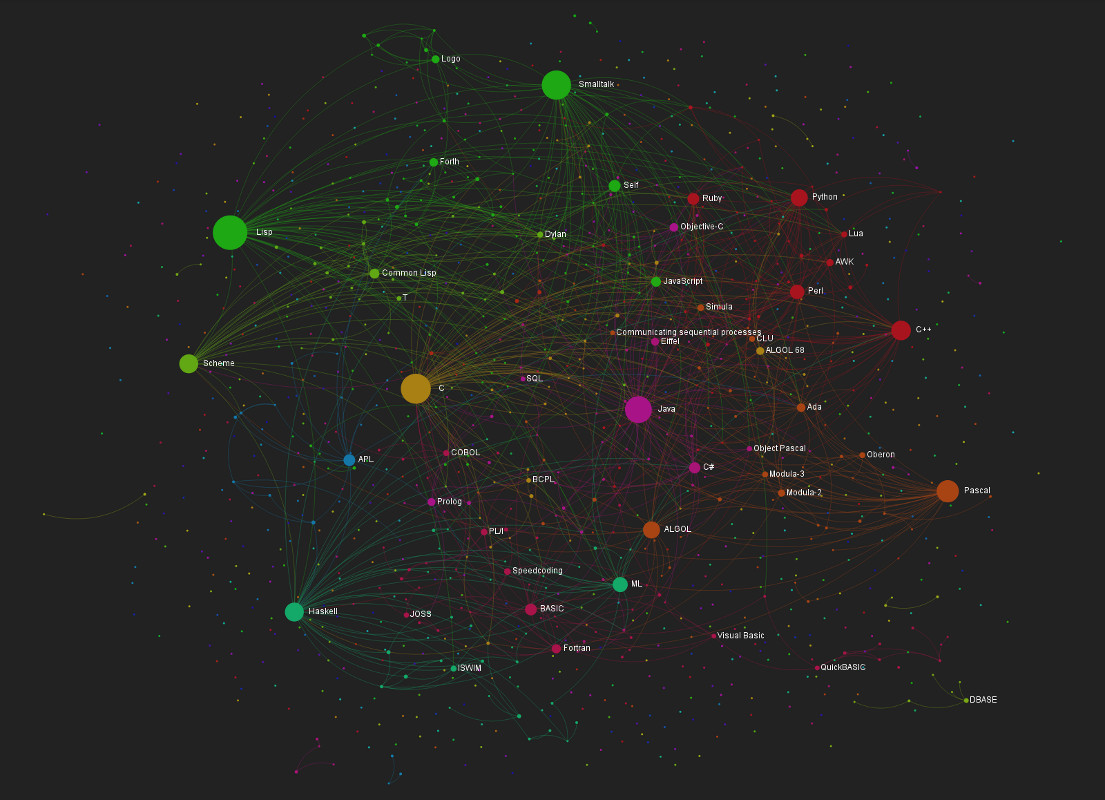
Gràfic descriptor d'influències entre llenguatges en quant a forma, estructura, etc.

- Gràfic descriptor d'influències entre llenguatges en quant a forma, estructura, etc.JAVA: llenguatge àmpliament utilitzat avui en dia a Internet, va ser desenvolupat el 1990 per James Gosling, basant-se en el programa C i C++ (versió enfocada a la programació d'objectes). L'objectiu era desenvolupar una interfície intuitiva i atractiva per a l'electrònica de consum, com calculadores, televisió interactiva... Tot i això, l'electrònica de consum no va desenvolupar-se com s'esperava i no va ser fins que Bill Joy va considerar a JAVA interessant per a Internet i va proposar modificar-lo pel nou medi, que el 1995 es va presentar a la societat. JAVA és realtivament senzill i bastant potent, a més de que és vàlid per a qualsevol plataforma i és molt fiable i segur, mantenint als virus allunyats.